# All-Ireland Senior Football Championship 1946
L'All-Ireland Senior Football Championship del 1946 fu l'edizione numero 60 del principale torneo irlandese di calcio gaelico. Kerry si impose per la sedicesima volta, superando Dublino al primo posto dell'albo d'oro, ottenendo la prima piazza solitaria, che non ha perso.

## All-Ireland Championship

### Connacht
| 21 luglio 1946 Finale | Roscommon | 1-4 – 0-6 | Mayo | Ballinasloe |

### Leinster
| Dublino 14 luglio 1946 Finale | Laois | 0-11 – 1-6 | Kildare | Croke Park |

### Munster
| 1946 Finale | Kerry | 2-16 – 2-1 | Waterford |  |

### Ulster
| 21 luglio 1946 Finale | Antrim | 2-8 – 1-7 | Cavan | Clones (15.000 spett.) |

### All-Ireland Championship
| Dublino 18 agosto 1946 Semifinale | Kerry | 2-7 – 0-10 | Antrim | Croke Park (30.051 spett.) |

| Dublino 25 agosto 1946 Semifinale | Roscommon | 3-5 – 2-6 | Laois | Croke Park (51.275 spett.) |

| Dublino 6 ottobre 1946 Finale | Kerry | 2-4 – 1-7 | Roscommon | Croke Park (75.771 spett.) |

| Dublino 27 ottobre 1946 Finale-Replay | Kerry | 2-8 – 0-10 | Roscommon | Croke Park (65.661 spett.) |